# Мирнам
Мирнам (англ. Myrnam) — містечко на сході канадської провінції Альберта, розташоване за 180 кілометрів на північний схід від столиці провінції Едмонтона. Перші поселенці з'явились тут на початку ХХ ст. Поштовий офіс було відкрито у 1908 році. У 1927 році поряд з селом пройшла залізнична колія Канадсько-Тихоокеанської залізниці (CPR).
Одного разу розчаровані жителі обговорювали потенційну назву для села, один мешканець, який бажав припинення розбрату, вигукнув — «Мир нам!» українською мовою. Питання було вирішено, і село набуло офіційної назви у 1930 році. Голуб, що представляє мир, є ідеальним символом села, офіційно встановлений в 1930 році. Після побудови п'яти елеваторів вздовж Канадсько-Тихоокеанської залізниці (CPR) село отримало новий приток мешканців та економічний розвиток.
В центрі села розташувався Мирнам Доу Парк, рекреаційна зона для відпочинку де відвідувачі можуть відпочити, розслабитись і оглянути багато пам'ятників, розташованих у парку на честь колишніх мешканців. Мирнам Доу Парк та Історичне Товариство продовжує вдосконалювати парк щороку. Час від часу місцеві організації використовують парк для проведення концертів на свіжому повітрі або інших заходів, спрямованих на побудову зв'язків у громаді. Активний відпочинок у Мирнамі включає гольф, керлінг, хокей та організаційні види спорту, доповнюється приємними заходами для літніх людей. У селі є дитячий садок, школа (12 класів), медична клініка, резиденції для літніх людей та людей з хворобою Альцгеймера.
Інфраструктура села включає: заправки, ресторани та місцеві продовольчі магазини. Крім того, у селі є 2 банки та сільськогосподарські підприємства.

## Уроженці
Рокі Саганюк — хокеїст, екс-гравець клубу Торонто Мейпл-Ліфс